# Mendel Jackson Davis
Mendel Jackson Davis (North Charleston, 23 ottobre 1942 – Charleston, 13 maggio 2007) è stato un politico statunitense, membro della Camera dei Rappresentanti per lo stato della Carolina del Sud dal 1971 al 1981.

## Biografia

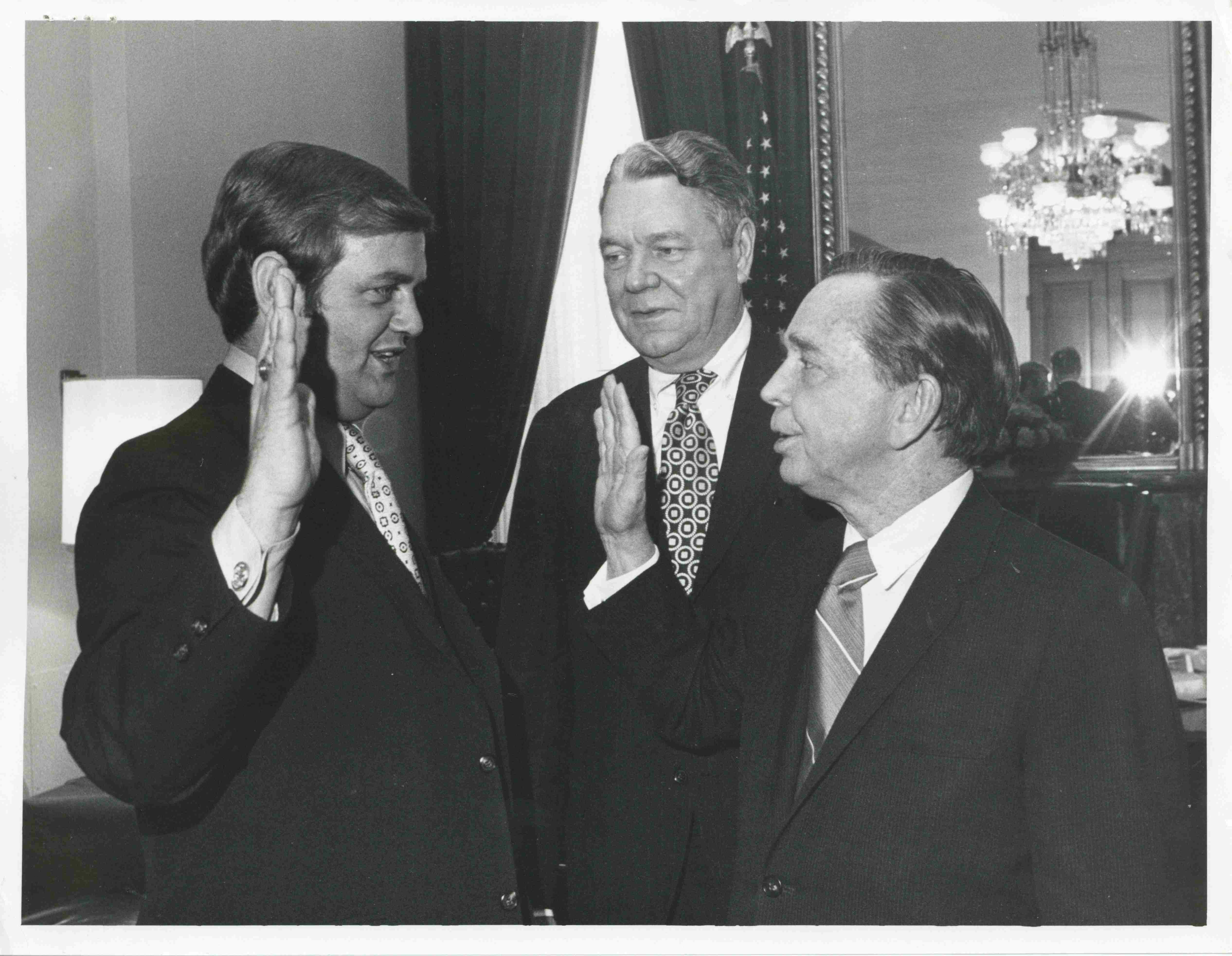
Davis presta giuramento come deputato nel 1971

Nato a North Charleston, dopo il diploma di scuola superiore Davis andò a lavorare nell'ufficio del deputato L. Mendel Rivers, che era il suo padrino e che gli aveva dato il nome. Mentre lavorava per Rivers, Davis frequentò il College di Charleston e frequentò l'Università della Carolina del Sud ottenendo la laurea in giurisprudenza.
Quando Rivers morì improvvisamente a seguito di un intervento chirurgico nel dicembre del 1970, Davis decise di candidarsi per il suo seggio alla Camera dei Rappresentanti come membro del Partito Democratico. Nelle elezioni speciali indette per eleggere un nuovo deputato, Davis affrontò come rivale il repubblicano James B. Edwards, che alcuni anni dopo sarebbe stato eletto governatore della Carolina del Sud: grazie ai suoi legami con il popolare deputato defunto, Davis riuscì a vincere quelle elezioni con un margine di scarto pari a poco più di cinquemila voti.
Entrò in carica al Congresso nell'aprile del 1971.
Davis si impegnò a favore del sostegno all'assistenza sanitaria e dell'aumento del salario minimo. Fu riconfermato dagli elettori per i successivi dieci anni, fin quando decise di ritirarsi per motivi di salute a causa di ricorrenti problemi alla schiena.
Tornò a vivere a Charleston dove esercitò la professione di avvocato, svolse attività di consulenza e condusse un talk show radiofonico; fu inoltre presidente del Partito Democratico della contea di Charleston. Nel 1986 cercò di ritornare ad occupare il suo vecchio seggio al Congresso, ma venne sconfitto con ampio margine nelle primarie.
Mendel Jackson Davis morì nel 2007, all'età di sessantaquattro anni, per le complicazioni di un enfisema.